# Kommando Cyber- und Informationsraum
Das Kommando Cyber- und Informationsraum (KdoCIR) in Bonn ist die einzige Höhere Kommandobehörde des Cyber- und Informationsraumes. Es ist der Stab des Inspekteur Cyber- und Informationsraum und das Führungskommando der Teilstreitkraft.

## Geschichte
Am 5. April 2017 stellte Verteidigungsministerin Ursula von der Leyen mit einem Indienststellungsappell das Kommando Cyber- und Informationsraum in Bonn offiziell in Dienst. Zudem übertrug sie Generalleutnant Ludwig Leinhos die Verantwortung über das Kommando. Mit einem feierlichen Appell wurden am 30. Juni 2017 die bis dahin zur Streitkräftebasis gehörenden Fähigkeitskommandos, das Kommando Strategische Aufklärung und das Kommando Informationstechnik der Bundeswehr, dem Kommando CIR unterstellt. Beginnend im Jahr 2019 wurde das Kommando bis 2022 intern umgegliedert, um die Vorgaben der Zielstruktur CIR 2.0 zu erfüllen.

## Gliederung
Mit Einnahme der Zielstruktur CIR 2.0 gliedert sich das Kommando wie folgt:
- Inspekteur CIR
- Stellvertretender Inspekteur CIR (gleichzeitig Chief Information Security Officer der Bundeswehr)
- Chef des Stabes
  - Abteilung Führung
  - Abteilung Operation
  - Abteilung Planung

Der Abteilungsleiter Planung ist im Range eines Generalmajors gleichzeitig Kommandeur Unterstützungskräfte.
Der Abteilungsleiter Operation im Range eines Generalmajors ist gleichzeitig Kommandeur Einsatzkräfte und Militärisches Nachrichtenwesen. Sein Stellvertreter als Abteilungsleiter ist ein Brigadegeneral und gleichzeitig J2 der Bundeswehr. Sein Stellvertreter als Kommandeur Einsatzkräfte und Militärisches Nachrichtenwesen ist ebenfalls ein Brigadegeneral. Er übernimmt parallel die Aufgaben des J6 der Bundeswehr.

### Unterstellte Verbände
Dem Kommando Cyber- und Informationsraum sind seit April 2023 folgenden Truppenteile und Dienststellen unterstellt:
- Kommando Aufklärung und Wirkung (KdoAufklWirk)
  -  Bataillon Elektronische Kampfführung 911 (EloKaBtl 911) in Stadum (Südtondern-Kaserne)
  -  Bataillon Elektronische Kampfführung 912 (EloKaBtl 912) in Nienburg/Weser (Clausewitz-Kaserne)
  -  Bataillon Elektronische Kampfführung 931 (EloKaBtl 931) in Daun (Heinrich-Hertz-Kaserne)
  -  Bataillon Elektronische Kampfführung 932 (EloKaBtl 932) in Frankenberg/Eder (Burgwald-Kaserne)
  -  Zentrale Abbildende Aufklärung (ZAbbAufkl) in Grafschaft-Gelsdorf (Philipp-Freiherr-von-Boeselager-Kaserne; betreibt u. a. das SAR-Lupe-Bodensegment)
  -  Zentrale Untersuchungsstelle der Bundeswehr für Technische Aufklärung (ZU-StelleBwTAufkl) in Hof (Oberfranken-Kaserne)
  -  Zentrum Cyber-Operationen (ZCO) in Rheinbach (Tomburg-Kaserne)
  -  Fernmeldeaufklärungszentrale Nord (FmAufklZentr NORD) in Stadum (Südtondern-Kaserne)
  -  Fernmeldeaufklärungszentrale Süd (FmAufklZentr SÜD) in Daun (Heinrich-Hertz-Kaserne)

- Kommando Informationstechnik-Services der Bundeswehr (Kdo IT-SBw) in Rheinbach (Tomburg-Kaserne)
  -  Informationstechnikbataillon 281 (ITBtl 281) in Gerolstein
  -  Informationstechnikbataillon 282 (ITBtl 282) in Kastellaun
  -  Informationstechnikbataillon 292 (ITBtl 292) in Dillingen an der Donau
  -  Informationstechnikbataillon 293 (ITBtl 293) in Murnau am Staffelsee
  -  Informationstechnikbataillon 381 (ITBtl 381) in Storkow (Mark)
  -  Informationstechnikbataillon 383 (ITBtl 383) in Erfurt
  -  Dienstältester Deutscher Offizier/Deutscher Anteil 1st NATO Signal Battalion (DDO/DtA 1st NSB) in Wesel

- Zentrum für Geoinformationswesen der Bundeswehr (ZGeoBw) in Euskirchen
- Zentrum Digitalisierung der Bundeswehr und Fähigkeitsentwicklung Cyber- und Informationsraum (ZDigBw) auf der Hardthöhe in Bonn.
- Zentrum für Cyber-Sicherheit der Bundeswehr (ZCSBw) in Euskirchen
- Zentrum Operative Kommunikation der Bundeswehr (ZOpKomBw) in Mayen
- Ausbildungszentrum CIR (AusbZ CIR) in Pöcking

#### Gliederung bis März 2023
Zur Erfüllung seiner Aufgaben waren dem Kommando Cyber- und Informationsraum ab 1. Juli 2017 die folgenden Verbände und Dienststellen unterstellt:
- Kommando Informationstechnik der Bundeswehr (KdoITBw) in Bonn
  -  Betriebszentrum IT-System der Bundeswehr (BtrbZ IT-SysBw) in Rheinbach
  -  Dienstältester Deutscher Offizier/Deutscher Anteil 1st NATO Signal Battalion (DDO/DtA 1st NSB) in Wesel
  -  Informationstechnikbataillon 281 (ITBtl 281) in Gerolstein
  -  Informationstechnikbataillon 282 (ITBtl 282) in Kastellaun
  -  Informationstechnikbataillon 292 (ITBtl 292) in Dillingen an der Donau
  -  Informationstechnikbataillon 293 (ITBtl 293) in Murnau am Staffelsee
  -  Informationstechnikbataillon 381 (ITBtl 381) in Storkow (Mark)
  -  Informationstechnikbataillon 383 (ITBtl 383) in Erfurt
  -  Schule Informationstechnik der Bundeswehr (ITSBw) in Pöcking
  -  Zentrum für Cyber-Sicherheit der Bundeswehr (ZCSBw) in Euskirchen
  -  Zentrum Digitalisierung der Bundeswehr und Fähigkeitsentwicklung Cyber- und Informationsraum (ZDigBw) in Bonn-Bad Godesberg

- Kommando Strategische Aufklärung (KdoStratAufkl) in Gelsdorf
  -  Auswertezentrale Elektronische Kampfführung (AuswZentrEloKa) in der Heinrich-Hertz-Kaserne in Daun
  -  Bataillon Elektronische Kampfführung 911 (EloKaBtl 911) in Stadum
  -  Bataillon Elektronische Kampfführung 912 (EloKaBtl 912) in Nienburg/Weser
  -  Bataillon Elektronische Kampfführung 931 (EloKaBtl 931) in Daun
  -  Bataillon Elektronische Kampfführung 932 (EloKaBtl 932) in Frankenberg (Eder)
  -  Schule für Strategische Aufklärung der Bundeswehr (SchStratAufklBw) in Flensburg-Mürwik
  -  Zentrale Abbildende Aufklärung (ZAbbAufkl) in der Philipp-Freiherr-von-Boeselager-Kaserne in Gelsdorf
  -  Zentrale Untersuchungsstelle der Bundeswehr für Technische Aufklärung (ZU-StelleBwTAufkl) in Hof
  -  Zentrum Operative Kommunikation der Bundeswehr (ZOpKomBw) in Mayen
  -  Zentrum Cyber-Operationen (ZCO) in Rheinbach
- Zentrum für Geoinformationswesen der Bundeswehr (ZGeoBw) in Euskirchen

## Führung
| Chef des Stabes | Chef des Stabes               | Chef des Stabes     | Chef des Stabes   |
| Nr.             | Name                          | Beginn der Amtszeit | Ende der Amtszeit |
| --------------- | ----------------------------- | ------------------- | ----------------- |
| 3               | Konteradmiral Roland Obersteg | Okt. 2020           |                   |
| 2               | Konteradmiral Thomas Daum     | 1. Apr. 2019        | Sep. 2020         |
| 1               | Generalmajor Michael Vetter   | 5. Apr. 2017        | 31. März 2019     |

| Abteilungsleiter Führung | Abteilungsleiter Führung          | Abteilungsleiter Führung | Abteilungsleiter Führung |
| Nr.                      | Name                              | Beginn der Amtszeit      | Ende der Amtszeit        |
| ------------------------ | --------------------------------- | ------------------------ | ------------------------ |
| 2                        | Brigadegeneral Josef Jünemann     | Okt. 2020                |                          |
| 1                        | Flottillenadmiral Roland Obersteg | 5. Apr. 2017             | Sep. 2020                |

| Abteilungsleiter Planung und Digitalisierung | Abteilungsleiter Planung und Digitalisierung | Abteilungsleiter Planung und Digitalisierung | Abteilungsleiter Planung und Digitalisierung |
| Nr.                                          | Name                                         | Beginn der Amtszeit                          | Ende der Amtszeit                            |
| -------------------------------------------- | -------------------------------------------- | -------------------------------------------- | -------------------------------------------- |
| 3                                            | Generalmajor Armin Fleischmann               | 22. Sep. 2024                                |                                              |
| 2                                            | Generalmajor Michael Färber                  | 2021                                         | 22. Sep. 2024                                |
| 1                                            | Brigadegeneral Armin Fleischmann             | 5. Apr. 2017                                 | 2021                                         |

| Abteilungsleiter Einsatz/Operation (CIR 2.0) | Abteilungsleiter Einsatz/Operation (CIR 2.0) | Abteilungsleiter Einsatz/Operation (CIR 2.0) | Abteilungsleiter Einsatz/Operation (CIR 2.0) |
| Nr.                                          | Name                                         | Beginn der Amtszeit                          | Ende der Amtszeit                            |
| -------------------------------------------- | -------------------------------------------- | -------------------------------------------- | -------------------------------------------- |
| 4                                            | Generalmajor Frank Schlösser                 | Juni 2024                                    |                                              |
| 3                                            | Generalmajor Werner Sczesny                  | (1)                                          | Juni 2024                                    |
| 2                                            | Brigadegeneral Peter Richert                 | 1. Okt. 2018                                 | 2022                                         |
| 1                                            | Oberst i. G. Thomas Bertram                  | 5. Apr. 2017                                 | 1. Okt. 2018                                 |

## Kooperationen
Seit 2019 besteht eine Kooperation zwischen dem Kommando CIR und dem Digitalverband Bitkom. Im gemeinsamen Fokus der Kooperation stehen die Entwicklung und der Einsatz von Informations- und Kommunikationstechnologien im Cyber- und Informationsraum vor dem Hintergrund der Landes- und Bündnisverteidigung und der gesamtstaatlichen Sicherheitsvorsorge. Auf der Arbeitstagung vom 22. April 2022 stand unter dem Thema „Smart – und sicher“, u. a. Aspekte der gesamtstaatlichen Cybersicherheit im Fokus.